# Bosque estatal Alexander
El Bosque estatal Alexander (en inglés: Alexander State Forest ) se encuentra en la parroquia de Rapides en el estado de Luisiana, cerca de la ciudad de Woodworth al sur de los Estados Unidos. Fue establecida en 1923 como un bosque del estado. Contiene tanto Área de Recreación Indian Creek  y el edificio sede del Bosque estatal Alexander. La estructura donde esta su centro de operaciones, construida en 1935, está incluida en el Registro Nacional de Lugares Históricos de Estados Unidos (National Register of Historic Places.).